# James McKeen Cattell
James McKeen Cattell (25 de mayo de 1860 - 20 de enero de 1944) fue un psicólogo estadounidense, el primero en dictar clases de psicología en los Estados Unidos, en la Universidad de Pensilvania. Está considerado como uno de los psicólogos más importantes de finales del siglo XIX y principios del XX, representante de la llamada escuela americana de psicología. Además fue editor y redactor de revistas y publicaciones científicas, entre ellas la revista Science.
Catell ayudó a establecer la psicología como una ciencia fidedigna. Cuando Cattell comenzó su carrera, muchos científicos consideraban la psicología como un campo de estudios menor, y en algunos casos como una pseudociencia.
Cuando murió, el New York Times lo aclamó como “el decano de la ciencia Norteamericana”. Cattell es recordado también por su pública oposición a la participación de Estados Unidos en la Primera Guerra Mundial, postura que lo llevó a ser destituido de su cargo en  la Universidad de Columbia.
Estuvo muy influido por el enfoque experimental de Wilhem Wundt, por el pragmatismo de Francis Galton y por el funcionalismo.

## Datos biográficos
Nacido en Easton, Pensilvania, en el año 1860, Cattell fue el primogénito de una familia destacada. Su padre, William Cassady Catell, ministro presbiteriano, se convirtió en el presidente del  Lafayette College, en Easton, Pensilvania, poco tiempo antes del nacimiento de su primogénito. Su madre, Elizabeth “Lizzie” McKeen, heredera de una considerable fortuna, contrajo matrimonio con William Cattell en 1859. El hermano de James, Alexander Gilmore Cattell, representó a Nueva Jersey en el senado de Estados Unidos.
James Cattell ingresó a la edad de 16 años en el Lafayette College, en 1876, graduándose con honores cuatro años después. En 1883 la facultad en Lafayette le concedió una maestría, una vez más con los más altos honores.
En la Universidad de Leipzig, Alemania, donde continuó sus estudios de posgrado, conoce a Wilhelm Wundt. Cattell deja Alemania en 1882 para estudiar en la Universidad Johns Hopkins, pero retorna a Leipzig un año después para comenzar a trabajar como asistente de Wundt. Junto a Wundt ayuda a establecer el estudio de la inteligencia. En esa época Cattell se convierte en el primer estadounidense en publicar una disertación en el campo de la psicología, tratando de la investigación en el ámbito de la psicometría.

## Carrera académica
Desde su retorno de Alemania con su PhD, Cattell comenzó a trabajar como profesor de psicología en la Universidad de Pensilvania en 1888, Jefe del departamento de psicología, antropología y filosofía de la Universidad de Columbia entre los años 1891 y 1905 y presidente de la Asociación Americana de Psicología (APA) en el año 1895.
Desde el comienzo de su carrera, Cattell trabajó para establecer la psicología como un campo digno de estudio al igual que cualquiera de las ciencias duras, como la física o la química. Cattell sostenía que la investigación podría llevar a establecer unidades de medida normalizadas para el intelecto.
Cattell introdujo el término test mental en 1890 y se dedicó al diseño y aplicación de diversas pruebas de tiempos de reacción, discriminación sensorial, presión dinamométrica y memoria para las letras, entre otras. Cabe aclarar que los tests habían sido creados por Alfred Binet, siendo Cattell quién les dio el nombre con el que actualmente se conocen. 
La finalidad de sus pruebas era determinar el ámbito y la magnitud de los atributos psicológicos de una manera objetiva, en busca de leyes explicativas del desarrollo de esos atributos. De su mano, el uso de los tests mentales alcanzó gran impulso en Estados Unidos.
Para J. M. Cattell los test mentales eran sistemas normalizados cuya virtud era poner a disposición del científico una información objetiva respecto al rendimiento de las personas en tareas-tipo.

## Ideas de J. M. Cattell
Muchas de las ideas de Cattell son una evolución de lo planteado por Francis Galton, suponiendo una continuación en el estudio de la psicología diferencial, centrándose como él en el estudio de procesos simples y muy específicos.
Centró su interés en el estudio de las diferencias entre individuos basándose en las respuestas que daban a los test. Así, a diferencia de su maestro Wundt, Cattell no creía en la introspección como método de estudio, con lo que sólo se basaba en datos visibles.
Impulsó el establecimiento de la psicología como profesión, ya que defendió esta vertiente sin olvidar que debía ser científica para tener validez.